# Liste der Biografien/Wieh
Liste der Biografien |
Portal Biografien |
Personensuche
# |
A |
B |
C |
D |
E |
F |
G |
H |
I |
J |
K |
L |
M |
N |
O |
P |
Q |
R |
S |
T |
U |
V |
W |
X |
Y |
Z |
?
 
Wa |
Wc |
Wd |
We |
Wh |
Wi |
Wj |
Wl |
Wn |
Wo |
Wr |
Ws |
Wt |
Wu |
Ww |
Wy |
Wz
 
Wia |
Wib |
Wic |
Wid |
Wie |
Wif |
Wig |
Wih |
Wii |
Wij |
Wik |
Wil |
Wim |
Win |
Wio |
Wip |
Wir |
Wis |
Wit |
Wiv |
Wiw |
Wix |
Wiz
 
Wiea |
Wieb |
Wiec |
Wied |
Wief |
Wieg |
Wieh |
Wiej |
Wiek |
Wiel |
Wiem |
Wien |
Wiep |
Wier |
Wies |
Wiet |
Wiev |
Wiew |
Wiey |
Wiez
Die Liste der Biografien führt alle Personen auf, die in der deutschsprachigen Wikipedia einen Artikel haben. Dieses ist eine Teilliste mit 25 Einträgen von Personen, deren Namen mit den Buchstaben „Wieh“ beginnt.

## Wieh

### Wiehb
- Wiehberg, Dennis (* 1985), deutscher American-Football-Spieler

### Wiehe
- Wiehe, Antoine (* 1992), französischer Mathematiker
- Wiehe, Christian Heinrich (1874–1960), deutscher Relief-Bildhauer und Medailleur
- Wiehe, Denis (* 1940), seychellischer Ordensgeistlicher, emeritierter römisch-katholischer Bischof von Port Victoria
- Wiehe, Ernst (1842–1894), deutscher Architekt
- Wiehe, Hans-Jürgen (1917–1985), deutscher Journalist, Sachbuchautor und Verfassungsschutzbeamter
- Wiehe, Henrik (1927–1987), dänischer Schauspieler
- Wiehe, Karl (1882–1947), deutscher Jurist, Verwaltungsbeamter und Politiker (DNVP), MdL
- Wiehe, Mikael (* 1946), schwedischer Musiker
- Wiehen, Helen (1899–1969), deutsche Malerin und Paramentenstickerin

### Wiehl
- Wiehl, Antonín (1846–1910), tschechischer Architekt
- Wiehl, Christopher (* 1970), US-amerikanischer Schauspieler
- Wiehl, Emil (1886–1960), deutscher Mediziner
- Wiehl, Frederick Anton (1902–1982), deutsch-amerikanischer Jurist, NS-Propagandist und nachrichtendienstlicher Akteur
- Wiehl, Hermann (1900–1978), deutscher Maler
- Wiehl, Reiner (1929–2010), deutscher Philosoph und Hochschullehrer
- Wiehle, Hermann (1884–1966), deutscher Lehrer und Arachnologe
- Wiehle, Martin (1926–2023), deutscher Historiker
- Wiehle, Peter (* 1969), deutscher Fußballspieler
- Wiehle, Wolfgang (* 1964), deutscher Politiker (AfD), MdBWolfgang Wiehle (* 1964)

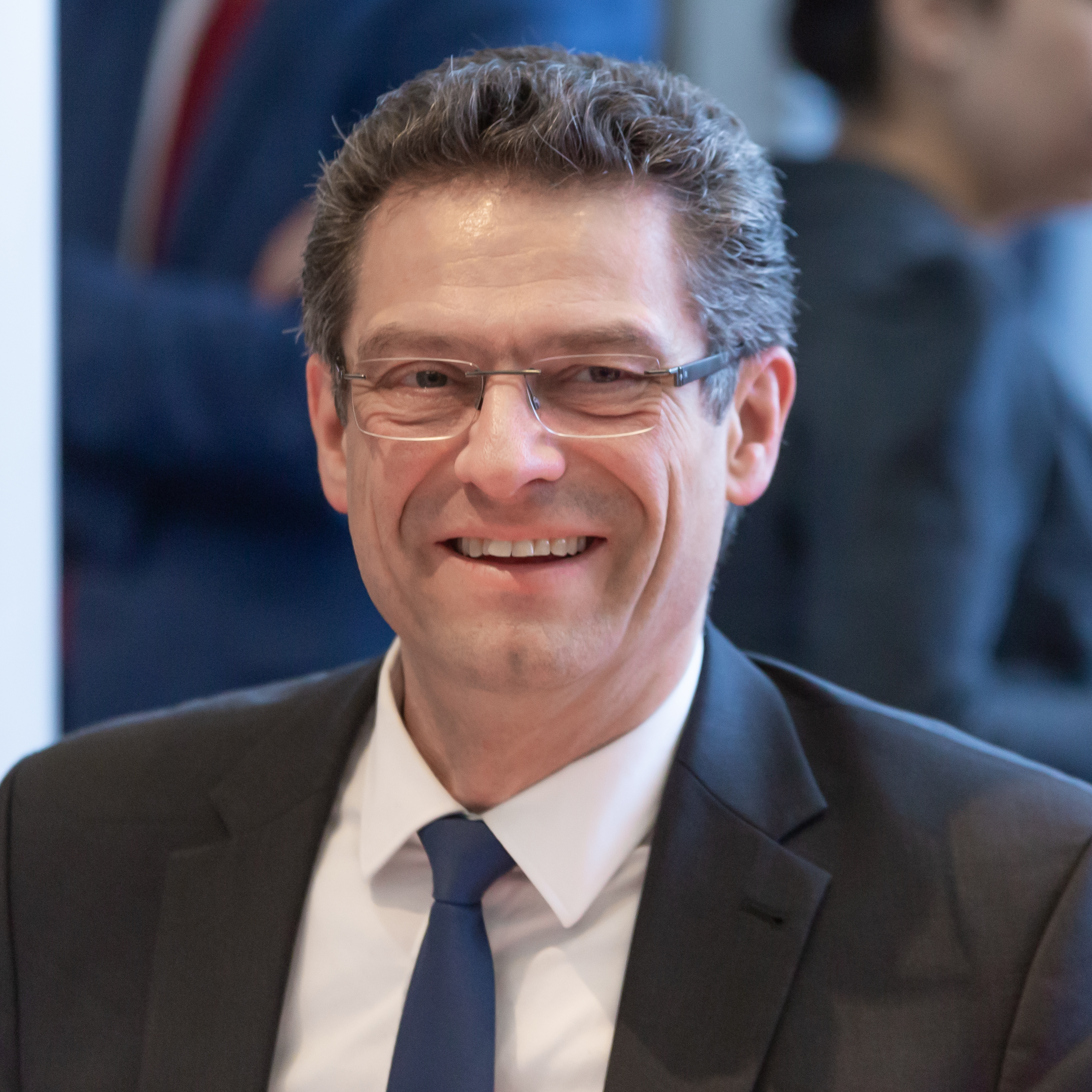
Wolfgang Wiehle (* 1964)

- Wiehle-Timm, Heike (* 1958), deutsche Dramaturgin, Filmproduzentin, Geschäftsführerin und Mitbegründerin von Relevant Film
- Wiehler, Hans Joachim (1930–2003), deutschamerikanischer Botaniker und mennonitischer Pastor
- Wiehler, Hans-Günther (1923–2013), deutscher Bauingenieur, Verkehrswissenschaftler und Hochschullehrer

### Wiehn
- Wiehn, Erhard Roy (* 1937), deutscher Soziologe

### Wiehr
- Wiehr, Paul (1868–1942), deutscher Korvettenkapitän der Reichsmarine und Kapitän der HAPAG